# Rodney Gallop
Rodney Alexander Gallop (Folkestone, 1901 — 1948) foi um etnógrafo e diplomata inglês, conhecido pelos seus livros sobre folclore. Passou dois anos e meio em Portugal, entre 1931 e 1933, onde contactou com as práticas musicais rurais e urbanas (fado e canção de Coimbra). Esteve no Alentejo, Beira Alta, Beira Baixa, Estremadura, Minho, Ribatejo e Trás-os-Montes, onde pôde observar as festas, o trabalho agrícola e os hábitos da vida em comunidade que implicavam os rituais do ciclo de vida. Recolheu contos e provérbios e percebeu a necessidade de efectuar transcrições musicais do folclore português. Para além dos artigos que escreveu sobre Portugal, publicou dois livros, um em inglês (1936, reeditado em 1961), e outro em português (1937, reeditado em 1960). Efectuou ainda harmonizações de canções recolhidas por si.

## Obra Literária
Entre as suas obras encontram-se: 
- A Book of the Basques, Londres, MacMillan, 1930.
- "The Folk Music of Portugal", Music and Letters: A Quaterly Publication, 1933.
- "The Folk Music of Eastern Portugal", The Musical Quaterly, n. 20, 1934.
- Portugal: A Book of Folk-ways, Cambridge University Press, 1936.
- Oito Canções Regionais, Londres, Oxford University Press, Lisboa, STT, 1936.
- Cantares do Povo Português, Lisboa, Instituto para a Alta Cultura, 1937.
- Mexican Mosaic: Folklore and Tradition, Londres, Faber & Faber/Quiler Press, 1939.